# Ion Zare
Ion Adrian Zare, né le 11 mai 1959 à Oradea où il est mort le 23 février 2022,,  est un footballeur roumain. Il évoluait au poste de défenseur.

## Biographie

### En équipe nationale
International roumain, il reçoit 7 sélections en équipe de Roumanie entre 1984 et 1987. 
Il joue son premier match en équipe nationale le 11 avril 1984 contre Israël et son dernier le 11 mars 1987 contre la Grèce.
Il fait partie du groupe roumain lors de l'Euro 1984.

## Carrière
- 1977-1985 :  Bihor Oradea
- 1985-1987 :  Dinamo Bucarest
- 1987-1989 :  Victoria Bucarest
- 1989-1990 :  Farul Constanța
- 1990-1993 :  BFC Siófok
- 1993-1994 :  Pécsi Mecsek FC

## Palmarès
Avec le Dinamo Bucarest :
- Vainqueur de la Coupe de Roumanie en 1986